# Distretto di Chelghoum Laïd
Il distretto di Chelghoum Laïd è un distretto della Provincia di Mila, in Algeria.

## Comuni
Il distretto di Chelghoum Laïd comprende 3 comuni:
- Chelghoum Laïd
- Aïn Mellouk[1]
- Chelghoum Laïd[1]